# Ahlefeldts Mølle
Ahlefeldts Mølle i København var en af de mange møller der gennem et par hundrede år stod på voldanlægets på bastioner rundt om hele København som byens vartegn. På Københavns volde var der i 1782 18 fungerende møller, men de blev nedlagt løbende i 1800-tallet.[kilde mangler] Møllen lå på Ahlefeldts Bastion mellem vore dages Ahlefeldtsgade og en linje svarende til Fiolstrædes forlængelse lidt øst for Vendersgade. Tilladelsen till at opføre Ahlefeldts Mølle blev givet i 1651. Den var oprindelig en stubmølle men blev senere afløst af en hollandsk vindmølle, der brændte i 1854, og som ikke siden blev genopført. På møllens gamle plads findes i dag den nuværende Israels Plads (Ahlefeldtsgade) nogenlunde der hvor Nathalie Zahle grundlagde en pigeskole og et lærerseminarium 1875-1877.[kilde mangler]
Ahlefeldts Bastion og mølle er antagelig navngivet efter officeren Claus von Ahlefeldt (1614-74).